# Carlos Peruena
Carlos Eduardo «Toto» Peruena Rodríguez (Florida, 13 de marzo de 1955 – Barinas, Venezuela, 2 de junio de 2018) fue un futbolista uruguayo que jugaba en la posición de defensa. Con la selección uruguaya participó en la Copa América 1975. 

## Biografía
Se inició en las divisiones inferiores del Club Atlético Peñarol. Entre 1975 y 1978 jugó cuatro partidos con la selección uruguaya y marcó un gol. Formó parte del equipo que disputó la Copa América 1975.
En 1978, con 23 años, fue transferido al Real Betis Balompié de España, cuando el club regresaba a la primera división del fútbol español. Con el Betis disputó 118 partidos oficiales y marcó tres goles, entre 1978 y 1982.
Del Betis pasó al Real Oviedo y en 1983 al Granada donde permaneció hasta 1985 y disputó las temporadas 1983-84 y 1984-85 de segunda división. Al año siguiente jugó en Olimpia de Paraguay y en 1987 en el Club Sportivo Cerrito de Montevideo.
En 1988 pasó al Atlético Zamora de Barinas, Venezuela, y se radicó definitivamente en ese país. Allí dirigió por más de treinta años a las divisiones juveniles del Club Deportivo Español de Barinas, Venezuela.
Hacia el final de su vida tuvo graves problemas de salud y económicos. Residía en las instalaciones del propio Club Deportivo Español. Se le diagnosticó un tumor metastásico, del que no pudo ser operado debido a que también padecía una afección cardíaca. A las dos semanas falleció de un paro cardíaco en Barinas, a los 63 años, el 2 de junio de 2018.

## Selección nacional
Con la selección de Uruguay disputó 4 partidos y anotó un gol. Debutó el 25 de junio de 1975 en un amistoso ante la selección de Chile por la Copa Juan Pinto Durán, en donde anotó un gol. Además jugó la Copa América 1975, quedando eliminado en semifinales.

### Participaciones en Copa América
| Copa              | Sede          | Resultado   | Partidos | Goles |
| ----------------- | ------------- | ----------- | -------- | ----- |
| Copa América 1975 | Sin sede fija | Semifinales | 1        | 0     |

## Clubes
| Club            | País      | Año       |
| --------------- | --------- | --------- |
| Peñarol         | Uruguay   | 1975-1978 |
| Real Betis      | España    | 1978-1982 |
| Real Oviedo     | España    | 1982-1983 |
| Granada         | España    | 1983-1985 |
| Olimpia         | Paraguay  | 1986      |
| Cerrito         | Uruguay   | 1987      |
| Atlético Zamora | Venezuela | 1988      |